# TSV1860ミュンヘン
TSV1860ミュンヘン（ドイツ語発音: [ˌteːʔɛsˈfaʊ ˌʔaxtseːnˈhʊndɐt ˈzɛçtsɪç ˈmʏnçn̩]）は、ドイツ・バイエルン州ミュンヘンに本拠地を置く総合スポーツクラブ。サッカー・ブンデスリーガでは、1965-66シーズンに優勝した古豪。
約2万人の会員を有する国内最大のスポーツクラブの一つである。サッカー部門が特に知られているが、それ以外にもバスケットボール、ロッククライミング、ボクシング、ボウリング、陸上競技、レスリング、サイクリング、スキー、テニス、体操、ウォータースポーツなどのスポーツ部門を有する。クラブのトレードマークにライオンが使われており、Die Löwen（ライオン）の愛称で親しまれている。

## 歴史
1848年7月15日、ミュンヘン市内のパブで前身となる「ミュンヘン体操クラブ」が創設された。同クラブは短い活動期間の後に活動を禁止されたが12年後の1860年5月17日に活動を再開し、1898年に「トゥルンフェライン・ミュンヘン1860」と改称した。サッカー部門は1899年3月6日に創設され3年後に最初の試合が行われた。
1960年代中盤に入るとマックス・メルケル監督の下で最盛期を迎え、1963年に創設されたブンデスリーガには同じミュンヘンを本拠地とするバイエルン・ミュンヘンを抑えて初年度から参入。1963-64シーズンにDFBポカールで優勝すると、UEFAカップウィナーズカップ 1964-65では決勝でウェスト・ハム・ユナイテッドFCに敗れたものの準優勝という結果を残した。国内リーグにおいても1965-66シーズンにリーグ優勝を果たしたが、1970年代以降は下部リーグに低迷した。
1994-95シーズンにブンデスリーガ1部に復帰を果たすと、10シーズンに渡り1部に定着。1996年にはDFBハーレンポカールで優勝し、UEFAカップ1997-98への出場権を獲得すると2回戦に進出。1999-00シーズンにはバイエルン・ミュンヘンとのダービーマッチにおいて2連勝するなど好調を維持し4位でシーズンを終えUEFAチャンピオンズリーグ 2000-01予選ラウンドへの出場権を獲得。3次予選でイングランドのリーズ・ユナイテッドAFCに敗れたためUEFAカップ2000-01へと回ったが、1回戦でチェコのFKドルノヴィツェ、2回戦でスウェーデンのハルムスタッズBKを破り3回戦へ進出した。翌2000–01シーズンにはUEFAインタートトカップに出場し準決勝へ進出した。
この当時には元ドイツ代表のトーマス・ヘスラーやブンデスリーガ得点王となったマルティン・マックスらを擁していたが、2002-03シーズン終了後にヘスラーとマックスが退団すると2003-04シーズンは下位に低迷し、17位という成績で2部に降格した。
2005年にバイエルン・ミュンヘンと共にホームスタジアムをミュンヘン・オリンピアシュタディオンからアリアンツ・アレナへ移転した。2005-06シーズンはブンデスリーガ2部においても13位と低迷したが、新スタジアム効果により2部4位に終わった2004-05シーズンの2万人弱や現状1部での最後のシーズンとなった2003-04シーズンの2万8000人強を大幅に超える、ブンデスリーガ2部で1位となる4万2000人弱の平均観客動員を記録した。なお、このシーズンのTSV1860ミュンヘンの平均観客動員数はブンデスリーガ1部を含めても8位に入る好調さであった。
その後もブンデスリーガ2部に定着をしており、2005–06シーズンと2007–08シーズンのDFBポカールでの準々決勝進出が目立った成績となっている。
しかし、2016-17シーズンは16位となり3部3位とになったSSVヤーン・レーゲンスブルクとの入れ替え戦にも敗れ、1993年以来24年ぶりに3部へ降格。会長・CEOが引責辞任した。その後3部でのプレーに必要なライセンス費用の支払いを大株主が拒否したことから、6月9日にアマチュアリーグであるレギオナルリーガ（4部リーグ）へ降格処分を受けた。またホームスタジアムであるアリアンツ・アレナの使用契約を2017年7月12日付で解約し、オリンピアシュタディオン使用期に並行してホームスタジアムとしていたグリュンヴァルター・シュタディオンに本拠を戻した。
2017-18シーズンにレギオナルリーガ（4部リーグ）で優勝し、ブンデスリーガ3部に昇格した。

## タイトル

### 国内タイトル
- ブンデスリーガ：1回

1965-66
- DFBポカール：2回

1941-42, 1963-64
- オーバーリーガ南部: 1回

1963
- ガウリーガ・バイエルン: 1回

1941, 1943
- 2. ブンデスリーガ南部: 1回

1979
- バイエルンリーガ: 3回

1984, 1991, 1993
- レギオナルリーガ・バイエルン: 1回

2017-18

### 国際タイトル
- UEFAカップウィナーズカップ準優勝：1回

1964-65

## 過去の成績
| シーズン | ディビジョン      | ディビジョン | ディビジョン | ディビジョン | ディビジョン | ディビジョン | ディビジョン | ディビジョン | ディビジョン | DFBポカール  |
| シーズン | リーグ            | 試           | 勝           | 分           | 敗           | 得           | 失           | 点           | 順位         | DFBポカール  |
| -------- | ----------------- | ------------ | ------------ | ------------ | ------------ | ------------ | ------------ | ------------ | ------------ | ------------ |
| 1993-94  | ブンデスリーガ2部 | 38           | 19           | 9            | 10           | 55           | 38           | 47           | 3位          |              |
| 1994-95  | ブンデスリーガ1部 | 34           | 8            | 11           | 15           | 41           | 57           | 27           | 14位         | ベスト16     |
| 1995-96  | ブンデスリーガ1部 | 34           | 11           | 12           | 11           | 52           | 46           | 45           | 8位          | ベスト16     |
| 1996-97  | ブンデスリーガ1部 | 34           | 13           | 10           | 11           | 56           | 56           | 49           | 7位          | ベスト16     |
| 1997-98  | ブンデスリーガ1部 | 34           | 11           | 8            | 15           | 43           | 54           | 41           | 13位         | 2回戦敗退    |
| 1998-99  | ブンデスリーガ1部 | 34           | 11           | 8            | 15           | 49           | 56           | 41           | 9位          | 2回戦敗退    |
| 1999-00  | ブンデスリーガ1部 | 34           | 14           | 11           | 9            | 55           | 48           | 53           | 4位          | 3回戦敗退    |
| 2000-01  | ブンデスリーガ1部 | 34           | 12           | 8            | 14           | 43           | 55           | 44           | 11位         | ベスト16     |
| 2001-02  | ブンデスリーガ1部 | 34           | 15           | 5            | 14           | 59           | 59           | 50           | 9位          | 準々決勝敗退 |
| 2002-03  | ブンデスリーガ1部 | 34           | 12           | 9            | 13           | 44           | 52           | 45           | 10位         | 準々決勝敗退 |
| 2003-04  | ブンデスリーガ1部 | 34           | 8            | 8            | 18           | 32           | 55           | 32           | 17位         | 2回戦敗退    |
| 2004-05  | ブンデスリーガ2部 | 34           | 15           | 12           | 7            | 52           | 39           | 57           | 4位          | 2回戦敗退    |
| 2005-06  | ブンデスリーガ2部 | 34           | 11           | 9            | 14           | 41           | 44           | 42           | 13位         | 準々決勝敗退 |
| 2006-07  | ブンデスリーガ2部 | 34           | 14           | 6            | 14           | 47           | 49           | 48           | 8位          | 1回戦敗退    |
| 2007-08  | ブンデスリーガ2部 | 34           | 9            | 14           | 11           | 42           | 45           | 41           | 11位         | 準々決勝敗退 |
| 2008-09  | ブンデスリーガ2部 | 34           | 9            | 12           | 13           | 44           | 46           | 39           | 12位         | ベスト16     |
| 2009-10  | ブンデスリーガ2部 | 34           | 14           | 6            | 14           | 43           | 45           | 48           | 8位          | ベスト16     |
| 2010-11  | ブンデスリーガ2部 | 34           | 14           | 10           | 10           | 50           | 36           | 50           | 9位          | 2回戦敗退    |
| 2011-12  | ブンデスリーガ2部 | 34           | 17           | 6            | 11           | 62           | 46           | 57           | 6位          | 2回戦敗退    |
| 2012-13  | ブンデスリーガ2部 | 34           | 12           | 13           | 9            | 39           | 31           | 49           | 6位          | ベスト16     |
| 2013-14  | ブンデスリーガ2部 | 34           | 13           | 9            | 12           | 38           | 41           | 48           | 7位          | 2回戦敗退    |
| 2014-15  | ブンデスリーガ2部 | 34           | 9            | 9            | 16           | 41           | 51           | 36           | 16位         | 2回戦敗退    |
| 2015-16  | ブンデスリーガ2部 | 34           | 8            | 10           | 16           | 32           | 46           | 34           | 15位         | 2回戦敗退    |
| 2016-17  | ブンデスリーガ2部 | 34           | 10           | 6            | 18           | 37           | 47           | 36           | 16位         | ベスト16     |
| 2017-18  | レギオナルリーガ  | 36           | 26           | 5            | 5            | 87           | 27           | 83           | 1位          |              |
| 2018-19  | ブンデスリーガ3部 | 38           | 12           | 11           | 15           | 48           | 52           | 47           | 12位         | 1回戦敗退    |
| 2019-20  | ブンデスリーガ3部 | 38           | 16           | 10           | 12           | 63           | 54           | 58           | 8位          |              |
| 2020-21  | ブンデスリーガ3部 | 38           | 18           | 12           | 8            | 69           | 35           | 66           | 4位          | 1回戦敗退    |
| 2021-22  | ブンデスリーガ3部 | 36           | 17           | 10           | 9            | 67           | 50           | 61           | 4位          | ベスト16     |
| 2022-23  | ブンデスリーガ3部 | 38           | 16           | 9            | 13           | 61           | 52           | 57           | 8位          | 1回戦敗退    |
| 2023-24  | ブンデスリーガ3部 | 38           | 13           | 7            | 18           | 40           | 42           | 46           | 15位         |              |

出典
| - 1963-64 ブンデスリーガ1部 7位 - 1964-65 ブンデスリーガ1部 4位 - 1965-66 ブンデスリーガ1部 1位 - 1966-67 ブンデスリーガ1部 2位 - 1967-68 ブンデスリーガ1部 12位 - 1968-69 ブンデスリーガ1部 10位 - 1969-70 ブンデスリーガ1部 17位 降格 - 1970-71 レギオナルリーガ南部 4位 - 1971-72 レギオナルリーガ南部 3位 - 1972-73 レギオナルリーガ南部 3位 - 1973-74 レギオナルリーガ南部 3位 - 1974-75 ブンデスリーガ2部南部 5位 - 1975-76 ブンデスリーガ2部南部 4位 - 1976-77 ブンデスリーガ2部南部 2位 昇格 - 1977-78 ブンデスリーガ1部 16位 降格 | - 1978-79 ブンデスリーガ2部南部 1位 昇格 - 1979-80 ブンデスリーガ1部 13位 - 1980-81 ブンデスリーガ1部 16位 降格 - 1981-82 ブンデスリーガ2部南部 4位 降格 - 1982-83 バイエルンリーガ 6位 - 1983-84 バイエルンリーガ 1位 - 1984-85 バイエルンリーガ 11位 - 1985-86 バイエルンリーガ 2位 - 1986-87 バイエルンリーガ 3位 - 1987-88 バイエルンリーガ 3位 - 1988-89 バイエルンリーガ 5位 - 1989-90 バイエルンリーガ 2位 - 1990-91 バイエルンリーガ 1位 昇格 - 1991-92 ブンデスリーガ2部南部 10位 降格 - 1992-93 バイエルンリーガ 1位 昇格 |

## 欧州の成績

### 1964-2000
| シーズン | 大会                                 | ラウンド  | 対戦相手                     | ホーム | アウェー | プレーオフ | 合計 |  |
| -------- | ------------------------------------ | --------- | ---------------------------- | ------ | -------- | ---------- | ---- |  |
| 1964-65  | UEFAカップウィナーズカップ           | 1回戦     | ルクセンブルク               | 6-0    | 4-0      | N/A        | 10-0 |  |
| 1964-65  | UEFAカップウィナーズカップ           | 2回戦     | ポルト                       | 1-1    | 1-0      | N/A        | 2-1  |  |
| 1964-65  | UEFAカップウィナーズカップ           | 準々決勝  | レギア・ワルシャワ           | 0-0    | 4-0      | N/A        | 4-0  |  |
| 1964-65  | UEFAカップウィナーズカップ           | 準決勝    | トリノ                       | 3-1    | 0-2      | 2-0        | 5-3  |  |
| 1964-65  | UEFAカップウィナーズカップ           | 決勝      | ウェストハム・ユナイテッド   | 0-2    | 0-2      | 0-2        | 0-2  |  |
| 1965-66  | インターシティーズ・フェアーズカップ | 1回戦     | マルメ                       | 4-0    | 3-0      | N/A        | 7-0  |  |
| 1965-66  | インターシティーズ・フェアーズカップ | 2回戦     | ギョズテペ                   | 9-1    | 1-2      | N/A        | 10-3 |  |
| 1965-66  | インターシティーズ・フェアーズカップ | 3回戦     | セルヴェット                 | 4-1    | 1-1      | N/A        | 5-2  |  |
| 1965-66  | インターシティーズ・フェアーズカップ | 準々決勝  | チェルシー                   | 2-2    | 0-1      | N/A        | 2-3  |  |
| 1966-67  | UEFAチャンピオンズカップ             | 1回戦     | オモニア・ニコシア           | 8-0    | 2-1      | N/A        | 10-1 |  |
| 1966-67  | UEFAチャンピオンズカップ             | 2回戦     | レアル・マドリード           | 1-0    | 1-3      | N/A        | 2-3  |  |
| 1967-68  | インターシティーズ・フェアーズカップ | 1回戦     | セルヴェット                 | 4-0    | 2-2      | N/A        | 6-2  |  |
| 1967-68  | インターシティーズ・フェアーズカップ | 2回戦     | リヴァプール                 | 2-1    | 0-8      | N/A        | 2-9  |  |
| 1968-69  | インターシティーズ・フェアーズカップ | 1回戦     | レギア・ワルシャワ           | 2-3    | 0-6      | N/A        | 2-9  |  |
| 1969-70  | インターシティーズ・フェアーズカップ | 1回戦     | スケイド・フォトバル         | 2-2    | 1-2      | N/A        | 3-4  |  |
| 1996     | UEFAインタートトカップ               | グループ8 | スパルタク・ヴァルナ         | N/A    | 0-1      | N/A        | 2位  |  |
| 1996     | UEFAインタートトカップ               | グループ8 | ウッチ                       | 5-0    | N/A      | N/A        | 2位  |  |
| 1996     | UEFAインタートトカップ               | グループ8 | オパヴァ                     | N/A    | 2-0      | N/A        | 2位  |  |
| 1996     | UEFAインタートトカップ               | グループ8 | ナーベレジヌイェ・チェルヌイ | 0-1    | N/A      | N/A        | 2位  |  |
| 1997-98  | UEFAカップ                           | 1回戦     | ジャズ                       | 6-1    | 1-0      | N/A        | 7-1  |  |
| 1997-98  | UEFAカップ                           | 2回戦     | ラピード・ウィーン           | 2-1    | 0-3      | N/A        | 2-4  |  |

### 2000-
| シーズン | 大会                     | ラウンド  | 対戦相手                     | ホーム | アウェー | 合計 |  |
| -------- | ------------------------ | --------- | ---------------------------- | ------ | -------- | ---- |  |
| 2000-01  | UEFAチャンピオンズリーグ | 予選3回戦 | リーズ・ユナイテッド         | 0-1    | 1-2      | 1-3  |  |
| 2000-01  | UEFAカップ               | 1回戦     | ドルノヴィツェ               | 1-0    | 0-0      | 1-0  |  |
| 2000-01  | UEFAカップ               | 2回戦     | ハルムスタッズ               | 3-1    | 2-3      | 5-4  |  |
| 2000-01  | UEFAカップ               | 3回戦     | パルマ                       | 0-2    | 2-2      | 2-4  |  |
| 2001     | UEFAインタートトカップ   | 2回戦     | スメデレヴォ                 | 3-1    | 3-2      | 6-3  |  |
| 2001     | UEFAインタートトカップ   | 3回戦     | ヴァールヴァイク             | 3-1    | 2-1      | 5-2  |  |
| 2001     | UEFAインタートトカップ   | 準々決勝  | ニューカッスル・ユナイテッド | 2-3    | 1-3      | 3-6  |  |
| 2002     | UEFAインタートトカップ   | 2回戦     | BATEボリソフ                 | 0-1    | 0-4      | 0-5  |  |

## 現所属メンバー
2024年7月22日現在
注：選手の国籍表記はFIFAの定めた代表資格ルールに基づく。
| No. | Pos. |              | 選手名                      |
| --- | ---- | ------------ | --------------------------- |
| 1   | GK   | ドイツ       | マルコ・ヒラー              |
| 2   | DF   | ドイツ       | ティム・ダンホフ            |
| 4   | DF   | オランダ     | イェスパー・フェルラート () |
| 5   | MF   | ドイツ       | トーレ・ヤコプセン          |
| 7   | FW   | ドイツ       | ユリアン・グッタウ          |
| 8   | MF   | ドイツ       | ダーフィット・フィリップ    |
| 10  | FW   | オーストリア | ファビアン・シューベルト    |
| 11  | GK   | ドイツ       | ルネー・フォラート          |
| 16  | DF   | ドイツ       | マックス・ラインターラー    |
| 17  | MF   | ドイツ       | モリス・シュレーター        |
| 18  | MF   | ドイツ       | ティム・クロス              |
| 20  | DF   | ドイツ       | ルーカス・ライヒ            |

| No. | Pos. |              | 選手名                       |
| --- | ---- | ------------ | ---------------------------- |
| 21  | DF   | ドイツ       | リロイ・クヴァトヴォ         |
| 23  | GK   | コソボ       | エリオン・アヴディア         |
| 24  | DF   | オーストリア | ラファエル・シッファール     |
| 25  | DF   | ドイツ       | ショーン・ジュリッチ         |
| 27  | FW   | ドイツ       | ラファエル・オット           |
| 28  | DF   | ドイツ       | フローリアン・ベーア         |
| 30  | FW   | ドイツ       | マクシミリアン・ヴォルフラム |
| 32  | MF   | ドイツ       | モリツ・バンゲルター         |
| 34  | FW   | ドイツ       | パトリック・ホプシュ         |
| 36  | MF   | ドイツ       | トゥナイ・デニズ             |
| 37  | MF   | ドイツ       | マーロン・フライ             |
| 38  | FW   | アンゴラ     | エリオット・ムテバ           |

監督
- マウリツィオ・ジャコバッチ

## 歴代監督
- マックス・メアケル 1963-1966
- ハンス・チルコフスキ 1970-1972
- ルディ・グーテンドルフ 1973-1974
- マックス・メアケル 1974-1975
- エックハルト・クラウツン 1978-1979
- エーリヒ・ベーア 1983
- ベルント・パツケ 1983-1984
- ヴェルナー・ローラント 1992-2001
- ペーター・パクルト 2001-2003
- ファルコ・ゲッツ 2003-2004
- ジェラルド・ファネンブルグ 2004
- ルドルフ・ボマー 2004
- ライナー・マウラー 2004-2006
- ベルンハルト・トラレス 2004
- ヴァルター・シャッハナー 2006-2007
- マルコ・クルツ 2007-2009
- ウーヴェ・ヴォルフ 2009
- エーヴァルト・リーネン 2009-2010
- ライナー・マウラー 2010-2012
- アレクサンダー・シュミット 2012-2013
- フリートヘルム・フンケル 2013-2014
- マルクス・フォン・アーレン 2014
- リカルド・モニズ 2014
- トルステン・フローリング 2015
- ベンノ・モールマン 2015-2016
- ダニエル・ビエロフカ 2016
- コスタ・ルニャイッチ 2016
- ダニエル・ビエロフカ 2016
- ヴィトール・ペレイラ 2017
- ダニエル・ビエロフカ 2017-2019
- オリバー・ビール 2019
- ミヒャエル・キョルナー 2020-2023
- マウリツィオ・ジャコバッチ 2023
- アルギリオス・ジャンニキス 2024-

## 歴代所属選手

### GK
- ティモ・オクス 2004-2006
- キラーイ・ガーボル 2002-2014

### DF
- グズニ・ベルグソン 1986-1987
- ジェラルド・ファネンブルグ 1998-2000
- マーティン・シュトランツル 1999-2005
- レモ・マイヤー 2002-2006
- マルセル・シェーファー 2003-2007
- マークス・シュタインヘーファー 2014-2015

### MF
- ベスニク・ハシ 1997-1998
- トーマス・ヘスラー 1999-2003
- ハーラルド・チェルニー 1995-2007
- イェンス・イェレミース 1995-1998
- ダニエル・ビエロフカ 2000-2002, 2007-2014
- マークス・ヴァイセンベルガー 2001-2004
- マティアス・レーマン 2003-2006
- ネマニャ・ヴチチェヴィッチ 2004-2007
- スヴェン・ベンダー 2006-2009
- ラース・ベンダー 2006-2009
- ユリアン・ヴァイグル 2013-2015

### FW
- ルディ・フェラー 1980-1982
- ダヴォール・シューケル 2001-2003
- ポール・アゴスティーノ 1997-2007
- マルティン・マックス 1999-2003
- フィリップ・ホジナー 2008-2009
- ベンヤミン・ラウト 2000-2004, 2008-2014
- 大迫勇也 2014
- ルビン・オコティエ 2014-2016

## その他のスポーツ

### 陸上競技
陸上競技部門はクラブの中で最も多くの成功を収めている。部門内には競技コースと「フィットネス・レーヴェン」コースの2種類があり、競技コースは夏季オリンピック、世界陸上競技選手権大会、ヨーロッパ陸上競技選手権大会といった国際大会に多くの選手を送り出している。一方、子供を対象にした「フィットネス・レーヴェン」は健康促進を目的とし、バレーボールやバドミントンなどの簡単なレクリエーション、フィットネス体操など様々なプログラムを実施している。

### 体操とレクリエーション
体操部門はクラブの前身となる「ミュンヘン体操クラブ」が創設された1848年から存在したが2年後に活動を停止、12年後の1862年に再建された。これまでの歴史の中で1936年に行われたベルリンオリンピック団体総合金メダリストのイノツェンツ・シュタングルを輩出している。フィットネスを目的としたレクリエーション部門は1975年に体操部門に統合されており、親子、青少年、女性、大人を対象としたフィットネスジム、護身術や卓球などのプログラムを実施している。また、競技コースには新体操も含まれており、2009年と2010年と2011年にバイエルン州選手権で優勝している。

### ボクシング
ボクシング部門は1919年に創設された。これまでの歴史の中で1924年のドイツヘビー級王者のルートヴィヒ・ハイマン、1936年に行われたベルリンオリンピックバンタム級銀メダリストのハンス・ツィクラルスキを輩出している。